# M'Mahawa Sylla
Pour les articles homonymes, voir Sylla (homonymie).
M'Mahawa Sylla est une officier de l'armée guinéenne.
Elle est la seule et unique femme à avoir accédée au grade de général depuis la création de l’armée guinéenne en 1960.
Depuis le 10 septembre 2021, elle est la gouverneure de la ville de Conakry.

## Biographie et études

### Études
M'Mahawa Sylla effectue ses études en Guinée et sort avec un diplôme d'étude supérieur en science économique et gestion de l'université Gamal Abdel Nasser de Conakry.
M'Mahawa Sylla est diplômée du CISD du Collège supérieur de défense à Pékin en 2014.

## Parcours d'officier
Capitaine de l'équipe féminine de handball guinéenne, M'Mahawa Sylla est choisie par l'armée guinéenne pour intégrer l'Association sportive des forces armées de Guinée (Asfag) en 1985.
Elle a participé à la mission des Nations Unies en Côte d'Ivoire appelée ONUCI.
En 2013, elle devient colonel de l'armée de terre. De fin 2017 à septembre 2021, elle est la secrétaire générale adjointe du conseil national de défense.

## Gouverneur
Après le coup d'État du 5 septembre 2021 par le CNRD, la général de brigade M’Mahawa Sylla est nommée au poste de gouverneur de la ville de Conakry en remplacement du général Mathurin Bangoura, en fonction depuis 2016.

## Prix et reconnaissance
- 2021 : Première femme général de brigade[4]
- 2021 : Première femme gouverneur de la ville de Conakry[5].
- 2022 : Grand Officier de l’Ordre National du Mérite[6].